# 프리온
프리온 또는 프라이온(영어: prion)은 단백질성 감염성 입자(proteinaceous infectious particle)로 단백질을 뜻하는 'protein'에서 pr을, 감염성을 뜻하는 'infectious'에서 i를, 입자를 뜻하는 접미사-on을 붙여 만들었다. 아직까지 많이 알려진 것이 없는 이론상의 감염원으로, "protein only" 가설에 따르면 단백질로만 이루어져 있다고 한다. 프라이온은 포유류에서 몇 종의 질환을 일으키는 것으로 알려져 있는데 이런 질환 중에는 흔히 광우병(mad cow disease)이라 부르는 소해면상뇌증(bovine spongiform encephalopathy, BSE)과 사람에 발생하는 크로이츠펠트-야코프병(CJD) 등이 있다.
변형된 프라이온의 감염, 전파에 대해서는, 프라이온이 단백질 구조를 다시 접음(refolding)으로써, 정상적인 단백질 분자를 비정상적인 구조를 가진 단백질로 변환시킨다는 가설이 있다. 알려진 모든 프라이온들은 아밀로이드 접힘(amyloid fold)을 형성한다. 이렇게 바뀐 구조는 극히 안정적이며 감염된 조직에 축적되어, 조직손상과 세포의 사멸을 일으킨다. 이와 같이 안정성이 매우 높기 때문에 프라이온은 화학약품이나 물리적 방법을 이용하여 변성(denaturation)시키기가 어려워서 폐기나 전파방지가 쉽지 않다. 프라이온과 비슷한 행동양태를 보이는 단백질이 일부 진균류(fungi)에서 관찰되는데 포유류에서 나타나는 프라이온을 이해하는 데 중요한 단서가 된다. 하지만 진균에서의 프라이온은 숙주에게 질병을 일으키지 않는 것으로 보이며, 오히려 단백질에 기반한 유전과정을 통해서 숙주에게 유전적인 이점을 주는 것으로 알려져 있다.
1997년, 미국의 스탠리 프루시너가 프라이온을 발견한 공로로 노벨 생리학·의학상을 수상하였다.

## 성질
프라이온은 바이러스와 대단히 흡사하여 많은 바이러스학서에서 언급하고 있지만 바이러스는 아니다. 열, 자외선, 소독물질, pH의 변화 등 외부환경에 대단히 강한 내성을 가지고 있어 바이러스를 포함한 일반적인 미생물의 소독 방법으로는 불활성화가 불가능하다.  고압증기멸균(autoclave)기에서 134도로 18분 이상 가열하면 성질이 변형될 수 있다.

## 구조

### 아이소형(Isoform)
프라이온은 건강한 사람이나 동물의 신체 구석구석에서 발견되는 정상적인 단백질에서 만들어진다. 하지만 감염물질에서 발견되는 프라이온 단백질(Prion protein)은 이런 단백질과 구조가 다르며, 단백질분해효소(protease)에 의해 잘 분해되지 않는다. 이러한 프라이온 단백질 중 정상적인 단백질의 형태를 PrPC 라고 부르며(‘Prion Protein C’의 약자로, 그중에서 C는 ‘cellular’ 또는 ‘common’의 약자이다), 감염성이 있는 형태를 PrPSc 라고 부른다(Sc는 scrapie의 약자이다).. PrPC는 구조적으로 잘 정의되어 있는 반면 PrPSc는 확실한 다분산성(polydisperse)을 보이며 그 구조가 상대적으로 잘 정의되어 있지 않다.

### 정상 프라이온 단백질(PrPC)
PrPC는 세포막에서 발견되는 정상적인 단백질로, 인간에서는 한 개의 이황화결합이 있는 209개의 아미노산으로 구성되어 있으며, 분자량은 35-36kDa으로 대개 알파-나선 구조로 이뤄져 있다. 위상학적으로는 몇 가지 형태들이 있는데 당지질(glycolipid)을 통해 세포 표면에 단단히 붙어 있는 형태 한 종류와 세포막 속에 박혀있는 형태 두 종류가 있다. 무슨 기능을 수행하는지는 아직 전부 알려져 있지는 않다. PrPC는 구리2가 이온과 강하게 결합하는데 아마 PrP의 구조나 기능에 연관이 있을 것이라 추정되지만, 확실한 의의는 알 수 없다. PrPC는 쉽게 단백질분해효소인 proteinase K에 의해 분해되며, 시험관내에서는 phosphoinositide phospholipase C (PI-PLC)같은 효소를 써서 당지질을 분해함으로써 쉽게 세포 표면에서 떼어낼 수 있다.

### 변형 프라이온 단백질(PrPSc)
PrPC의 감염력이 있는 아이소형이 PrPSc이다. 정상적인 PrPC의 구조를 바꿈으로써 감염력이 있는 PrPSc로 전환시킬 수 있다. PrPSc의 3차원구조가 아직 명확하지 않기는 하지만 정상적인 알파-헬릭스 구조가 베타–시트 구조로 대체된 것을 볼 수 있다. 이런 이상이 있는 isoform들이 축적되면 고도로 구조화된 아밀로이드 섬유(amyloid fiber)가 형성되는 것으로 생각된다. 이 섬유의 끝이, 자유 단백질(free protein molecules)에 대해 주형으로 작용해서 계속 섬유가 길어진다. 프라이온을 형성하는 부분의 작은 아미노산 차이가 프라이온 섬유의 표면에서는 뚜렷한 구조상의 차이로 나타나므로 프라이온 단백질과 동일한 아미노산 염기서열을 가지고 있는 자유 단백질만이 섬유가 늘어나는 데 쓰일 수 있다.

## 기능

### 프라이온 단백질(PrP)과 장기 기억
PrP가 장기 기억(long-term memory)을 유지하는 역할과 연관이 있다는 증거가 일부 있다. Maglio와 동료들은 정상 PrP단백질이 없는 쥐에서 해마부분의 LTP(long-term potentiation; 장기 강화)에 이상이 있다는 것을 밝혀냈다.

### PrP와 줄기 세포 재생
화이트헤드 연구소의 2006년도 논문에서는 줄기세포(stem cell)에서 PrP가 발현되는 것이 골수에서의 자기재생(self-renewal)에 필요하다고 주장하고 있다. 이 연구는 모든 장기조혈모세포들이 세포막에 PrP를 발현하고 있으며, PrP를 발현하지 않는 조혈모세포들은 cell depletion시 쉽게 제거되는 것을 보여주고 있다.

## 프라이온 질환
프라이온은, 중추신경계에 쌓여서 아밀로이드라고 알려진 반점(plaque)을 형성함으로써 정상적인 조직구조를 붕괴시켜 신경퇴행성질환(neurodegenerative disease)을 일으킨다. 이런 현상은 뉴론의 공포(空胞; vacuole) 형성으로 하여 생기는 스폰지 모양의 구조로 인해 조직 내 “구멍”이 보이는 것이 특징이다. 다른 조직학적 변화로는 astrogliosis와 염증반응이 없다는 것 등을 들 수 있다. 프라이온 질환의 잠복기는 상당히 길지만 일단 증상이 발현하면 질병은 신속히 진행하여 뇌손상과 사망에 이르게 된다. 신경퇴행성질환의 증상은 발작이나, 치매, 운동기능장애 및 성격이나 행동의 변화 등이 있다.
알려져 있는 모든 프리온 질환들은 치료방법이 없으며 치명적이다. 하지만 쥐에서는 백신이 개발되었는데 사람에서의 프라이온 감염을 막는 데 도움을 줄 수 있을 것으로 생각된다. 이에 더해 동물에서 프라이온 단백질의 발현을 막는 유전처리를 함으로써 프리온 감염에 내성을 갖게 하는 연구들이 진행되고 있다.
여러 포유류들이 프라이온 질환에 이환되는데, 이는 프라이온 단백질이 포유류 간에 매우 유사하기 때문이다. 그런데 다른 종 간의 프리온 단백질 간에는 작은 차이가 있어 종간의 프라이온 질환 전파는 흔하지 않긴 하지만 인간의 프라이온 질환인 변형 크로이츠펠트-야코프병(variant Creutzfeldt-Jakob disease)의 경우는 소에서 감염을 일으키던 프라이온이 감염된 육류를 통해 사람에게 질환을 일으킨 것으로 알려져 있다. 일부 연구자들은 금속 이온과 프라이온 단백질의 반응이 프리온 질환의 진행에 영향을 줄 것이라고 주장하기도 한다.
다음은 프라이온에 의해 발생하는 것으로 추정되는 질환들이다.
- 동물의 질환
  - 양이나 염소에서 발병하는 스크래피
  - 흔히 광우병이라고 하는 소해면상뇌증
  - Transmissible mink encephalopathy (TME) in mink
  - 엘크나 사슴에서 발병하는 만성 소모성 질환 (CWD)
  - 고양이 해면상뇌증
  - 유제류 해면상뇌증
  - 타조 해면상뇌증
- 사람의 질환
  - 크로이츠펠트-야코프병(CJD)과 변형들 : 의원성(iCJD), 변형(vCJD), 유전형(fCJD), 산발형(sCJD)
  - 게르스트만-슈트로이슬러-샤인커병 (GSS)
  - 치명적 가족성 불면증 (FFI)
  - 쿠루병 (kuru)

### 전이
프라이온의 일반적인 특성들은 비교적 잘 알려져 있지만 프라이온 감염과 전파 기전은 아직도 미스터리다. 흔히 감염형이 직접 정상 프라이온 단백질과 상호작용하여 정상 단백질의 구조를 재배열한다고 추정되고 있다. "Protein X"가설은 미지의 세포단백질이 PrPC에서 PrPSc로 전환시킨다는 가설이다. 최근의 연구들은 동물에서 감염을 일으키는 주된 방법은 섭식(ingestion)을 통한 것이라고 시사하고 있다. 동물의 사체나 소변, 타액 등의 체액을 통해 환경에 축적될 수 있을 것으로 생각되며, 이후 진흙이나 기타 미네랄과 결합하여 토양에 남아 있을 것으로 생각된다.

### 살균
핵산을 포함하는 감염성 입자(Infectious particles)들은 계속 증식하기 위해 핵산에 의존할 수밖에 없다. 하지만 프라이온은 정상적인 단백질에 영향을 미침으로써 감염성을 지닌다. 따라서 프라이온을 멸균(sterilization)하는 것은 이상단백질이 더 이상 정상단백질의 접힘구조에 영향을 주지 못하도록 변성시키는 과정이다. 하지만 프라이온은 일반적으로 단백질분해효소나, 열, 방사선 및 포르말린 처리 등에 의해 감염력은 저하될망정 쉽사리 변성되지 않는다. 프라이온은 134도에서 18분간 고압증기멸균(pressurised steam autoclave)을 시행하더라도 변성시키지 못할 수 있다. 오존을 이용한 멸균법이 현재 연구 중이다. 완전히 변성된 프라이온을 다시 감염력이 있는 상태로 만드는 것은 아직 성공하지 못했지만 부분적으로 변성된 프라이온은 인공환경 하에서 다시 감염력이 있는 형태로 돌아갈 수 있다.
WHO는 프라이온에 노출되었을 것으로 의심되는 수술도구 중 열을 가해도 되는 도구들에 대해 아래와 같은 소독절차를 권장하고 있다.
1. 1N NaOH 용액에 담그고, 121도, 30분 조건으로 고압 증기 멸균한다. 잘 씻는다. 물로 헹군다. 그러고 나서 일반적인 소독을 한다.
2. 1N NaOH 용액이나 차아염소산나트륨(sodium hypochlorite) 용액에 1시간 동안 담근다. 기구를 물에 옮겨 담는다. 121도, 60분간 고압증기멸균한다. 씻는다. 일반 소독을 한다.
3. 1N NaOH 용액이나 차아염소산나트륨 용액에 1시간 동안 담근다. 꺼내서 물로 헹군다. 121도, 60분간 고압증기멸균(gravity-displacement 타입의 경우)하거나, 134도, 60분간 고압증기멸균(porous-load 타입의 경우)한다. 씻는다. 일반 소독을 한다.

이 밖에 어떠한 유기물이라도 기본 구성요소로 환원시킬 수 있는 방법으로는 cold (non-equilibrium) oxygen ion plasmas법이나 황산을 이용하는 방법이 있는데 초자기구 세척을 위해 흔히 쓰이는 방법이다. 유기물을 처리하기 위한 또 다른 방법은 산소 농도를 높인 후 고온으로 태워버리는 방법이다. 이 방법은 치명적인 생화학무기들의 처리를 위해서 쓰이는 방법으로, 대상물을 안전하게 배출할 수 있는 단순한 가스로 바꿔준다.

### 논란
Protein-only 가설
프라이온의 발견 전에는 모든 감염원은 증식을 위해 핵산을 필요로 하는 것으로 생각되었다. 하지만 "protein-only”가설은 핵산 없이도 단백질 구조의 증식이 일어난다고 제시하고 있다. 이는 분자생물학의 이른바 중심 학설(central dogma)에 대치되는 주장이라서 논란이 많았다.
"protein-only”가설을 지지하는 증거들은 다음과 같다.
- 어떤 바이러스나 세균, 진균도 결정적으로(conclusively) 프라이온 질환과 연관되어 있지 않다.
- 감염력과 결정적으로 연관되어 있는 핵산이 없다. 감염원은 핵산분해효소에 의해 잘 분해되지 않는다.
- 감염에 따른 면역반응이 없다.
- PrPSc는 실험상으로는 한 종에서 다른 종으로 전파가 일어나며 이때 생겨나는 PrPSc의 아미노산 염기서열은 PrP를 받은 종의 것과 같아서 PrP를 준 종의 병원체가 복제된 것이 아니라고 생각된다.
- 감염력의 정도는 of PrPSc의 정도(level)와 연관되어 있다.
- PrPSc 와 PrPC는 아미노산 염기서열에서 다르지 않으므로 PrPSc-specific nucleic acid라는 개념은 굳이 필요하지 않다.
- 가족성 프리온 질환은 PrP 유전자에 변이가 있는 가족에게서 발생하며, PrP에 돌연변이가 있는 쥐는 전파를 막기 위한 통제된 환경에 두더라도 프라이온 질환이 일어난다.

## 유전적 특징
정상적인 프라이온 단백질을 만드는 유전자인 PRNP유전자가 밝혀져 있다. 일부 프라이온 질환들은 유전되기도 하는데 모든 사례에서 PRNP유전자의 변이가 나타나고 있다. PRNP유전자의 돌연변이는 여러 가지가 보고되어 있는데 아마 이런 돌연변이들이 PrPC형이 좀 더 쉽게 PrPSc 형으로 변하도록 하는 것으로 생각된다. 프라이온 질환은 산발성(sporadic), 유전성(genetic), 감염성(infectious) 발생양상을 모두 갖는 유일한 질환군이다.

## 같이 보기
- 소해면상뇌병증
- 광우병 문제